# A Different Story: Special Edition
A Different Story: Special Edition é o relançamento do álbum de estreia da cantora Deborah Blando, A Different Story, numa edição especial lançada somente no Brasil, em 1993.
Produzido por David Wolff, a edição especial do álbum tinha por objetivo alcançar o público brasileiro com a promoção de algumas faixas exclusivamente gravadas em português, após a estreia de Deborah no mercado mundial. Lá estão "A Maçã", antigo sucesso do cantor Raul Seixas do álbum Novo Aeon (1975), e uma nova versão da música "Innocence", que apresenta o segundo refrão em português. "Decadence Avec Elegance" também ganhou uma segunda roupagem com vocal melhor trabalhado.
Lançado em 1991, a primeira edição de A Different Story foi produzida inteiramente em inglês. A realização de seu projeto - e o objetivo de uma cantora, a princípio, projetar-se para o mercado externo - pode ser considerado como um caso raro na discografia de um artista brasileiro.
A versão de Deborah para "A Maçã" fez estrondoso sucesso e, de fato, veio a corroborar como uma das músicas mais tocadas no ano de 1993, sobretudo após a sua inclusão na trilha sonora da telenovela O Mapa da Mina.
"You Really Got Me", outra regravação (The Kinks), conta com a participação de Gordon Grody nos vocais.

## Faixas
| N.º            | Título                             | Compositor(es)                                           | Duração |  |
| 1.             | "Decadence Avec Elegance"          | Lobão Deborah Blando Kit Hain                            | 3:26    |  |
| 2.             | "Innocence"                        | Deborah Blando Kit Hain Larry Dvoskin E.T. Thorngren     | 4:15    |  |
| 3.             | "Merry-Go-Round"                   | Evan Rogers Carl Sturken                                 | 4:11    |  |
| 4.             | "Other People's Houses"            | Deborah Blando Richard Orange                            | 3:54    |  |
| 5.             | "Boy (Why You Wanna Make Me Blue)" | Edward Holland Norman Whitfield                          | 3:07    |  |
| 6.             | "Brasil/Aquarela do Brasil"        | Cazuza George Israel Nilo Romero Ary Barroso             | 3:54    |  |
| 7.             | "You Really Got Me"                | Ray Davies                                               | 3:47    |  |
| 8.             | "A Maçã"                           | Raul Seixas Paulo Coelho Marcelo Motta                   | 3:46    |  |
| 9.             | "Lazy Heart"                       | Deborah Blando Marga Roman Andres Levin Camus Mare Celli | 3:43    |  |
| 10.            | "Shame"                            | Deborah Blando Monique Dayan Fred Nascimento             | 3:54    |  |
| 11.            | "Blue Eyes Sensitive To The Light" | Billy Steinberg Tom Kelly Martika                        | 4:31    |  |
| 12.            | "Walk On Fire"                     | Monique Dayan Deborah Blando (adicional)                 | 4:12    |  |
| Duração total: | Duração total:                     | Duração total:                                           | 46:40   |  |

Notas
- "Brasil/Aquarela do Brasil" traz "Aquarela Brasileira" de Ary Barroso com "Brasil", composta por Cazuza. Ambas usadas com permissão.
- Participações especiais de Elba Ramalho e Oswaldinho do Acordeon em "Blue Eyes Sensitive To The Light".

## Equipe
| - Deborah Blando - vocals, keyboards, background vocals; - Andres Levin - keyboards, guitar, bass, drums; - Camus Mare Celli - keyboards, bass, drums; - Monique Dayan - keyboards, background vocals; - Repolho - percussion, conductor samba achool; - Tommy Mandel - keyboards; - E.T. Thorngren - guitar - Jeff Golub - guitar; - Paul Pesco - guitar; - Tristan - guitar; - T-Bone Wolk - bass; - Tom Montalbano - drums; - Jimmy Bralower - drums; - Crispin Cioe - horns; - Bob Funk - horns; - Arno Hecht - horns; | - Mark Pender - horns; - Stan Harrison - horns; - Richie La Bamba - horns; - Hollywood Paul Litteral - horns; - Gordon Grody - background vocals; - Terry Brock - background vocals; - Kit Hain - background vocals; - Robin Clark - background vocals; - Lani Groves - background vocals; - Charles Negrita - samba school; - Herculano - samba school; - Meia Noite - samba achool; - Davi Vieira - samba school; - Amilton Lino - samba school; - Tony Mola - samba school. |

## Trilhas Sonoras
| Ano  | Single           | Álbum                      |
| ---- | ---------------- | -------------------------- |
| 1993 | "A Maçã"         | O Mapa da Mina             |
| 1993 | "Merry-Go-Round" | Olho no Olho Internacional |